# Rougemont (division sénatoriale canadienne)
Ne doit pas être confondu avec Rougemont (conseil législatif).
Division du Sénat du Canada
Rougemont est une division sénatoriale du Canada.

## Description
Son territoire s'étire du lac Champlain jusqu'à Saint-Hyacinthe.

## Liste des sénateurs
| Mandat | Mandat                                                              | Sénateur                   | Parti                     | Nommé par           |
| ------ | ------------------------------------------------------------------- | -------------------------- | ------------------------- | ------------------- |
|        | 23 octobre 1867 - 19 juillet 1894                                   | William Henry Chaffers     | Libéral                   | Proclamation royale |
|        | 2 janvier 1896 - 19 février 1907                                    | William Hales Hingston     | Conservateur              | Bowell              |
|        | 12 mars 1907 - 19 avril 1930                                        | Georges-Casimir Dessaulles | Libéral                   | Laurier             |
|        | 3 juin 1930 - 28 septembre 1937                                     | Rodolphe Lemieux           | Libéral                   | King                |
|        | 9 février 1940 - 27 août 1954                                       | Elie Beauregard            | Libéral                   | King                |
|        | 20 janvier 1960 - 22 décembre 1961                                  | Henri Courtemanche         | Progressiste-conservateur | Diefenbaker         |
|        | 9 novembre 1962 - 22 août 1990                                      | Jacques Flynn              | Progressiste-conservateur | Diefenbaker         |
|        | 7 septembre 1990 - 1er février 1996                                 | John Sylvain               | Progressiste-conservateur | Mulroney            |
|        | 1er février 1996 - 2 février 2006                                   | Shirley Maheu              | Libéral                   | Chrétien            |
|        | 27 février 2006 - 7 septembre 2008                                  | Michael Fortier            | Conservateur              | Harper              |
|        | 14 janvier 2009 - 30 juin 2015                                      | Suzanne Fortin-Duplessis   | Conservateur              | Harper              |
|        | 25 novembre 2016 - 21 septembre 2025 (date de retraite obligatoire) | Marie-Françoise Mégie      | GSI                       | J. Trudeau          |